# Place de la Nouvelle-Aventure
La place de la Nouvelle-Aventure est une place de Lille située entre la rue Léon-Gambetta et la rue des Sarrazins, dans le quartier de Wazemmes.
La place où a lieu trois fois par semaine l'important marché de Wazemmes est parfois désignée sous le nom de place du marché de Wazemmes[réf. nécessaire].

## Situation et accès
La place couvre un large quadrilatère de plus de 180 m de long et de plus de 80 m de large, bordé au Nord par la rue Léon-Gambetta et au Sud par la rue des Sarrazins. A l'Est elle est limitée par le front bâti prolongeant celui des rues Colbert et Jules-Guesde et à l'Ouest par l'axe de la rue Racine et par l'église Saint-Pierre-Saint-Paul.
Ce site est desservi par les stations de métro Wazemmes et Gambetta.

## Origine du nom
La place tient son nom du château de la Nouvelle-Aventure bâti au début du XVIIIème siècle qui devient à partir de 1757 une guinguette. 

## Historique
Le château de la Nouvelle-Aventure comprenait au rez-de-chaussée et au premier étage deux grandes salles dont l’une était un théâtre en 1772. Derrière le bâtiment s’étendait une grande terrasse où l’on dansait, au-delà de cette terrasse des allées de charmille et, à l’extrémité, un ménage de chevaux de bois pour les enfants et des jeux de boule. La Nouvelle Aventure était un lieu de fêtes populaires telles que le Broquelet, fête des dentellières qui avait lieu le 13 mai, la Sainte-Anne, la Saint-Eloi, qui rassemblaient jusqu’à 4 ou 5 000 personnes. Ces fêtes qui pouvaient durer 2 ou 3 jours étaient l’occasion de rencontres amoureuses ce que condamne en ces termes l'abbé Alfred Salembier auteur de l’histoire de Wazemmes : la morale n’y trouvait pas toujours son compte, la religion avait à prononcer des jugements sévères mais trop justifiés.
Le chansonnier Alexandre Desrousseaux était plus explicite : 

« Tous chés jeun’s filles, chés hommes, chés femmes , tout joyeux, s’in allot danser. A l’Nouvielle-Avinture. Et quand v’not l’nuit, chés garchons,  chés fillettes (terme désignant en patois, non les petites filles, mais les jeunes filles et femmes célibataires)…allott’nt dans les gloriettes. L’temps paraichot court in s’faijant l’amour. Sans y pinser, on attropot l’jour… Au bout d’neuf mois, pus d’eun’ fille étot mère. »

— Alexandre Desrousseaux, Chansons et pasquilles en patois. Premier volume pages 71 et 72. Edition du syndicat d’initiative de Lille.
D’autres observateurs manifestaient également de la sympathie pour ces réjouissances ,
La guinguette est démolie en 1861 pour aménager la place. Le marché couvert est construit de 1869 à 1873, en retrait de la Léon-Gambetta.

## La Nouvelle Aventure. Chanson d’Alexandre Desrousseaux
Sa disparition fut très regrettée. Desrousseaux y a consacré une de ses chansons écrite en 1861.
Original en patois (typographie de l'édition respectée) et traduction en français.
| Texte en patois | Traduction en français |
| --- | --- |
| V ‘là ben longtemps qu’on fait courir Un bruit qui m’ met martiel in tiête, I paraît qu’on veut démolir L’Avintur’ , cheull’ fameuss’guinguette !... Pour impêcher cheull’ sotte action, Brav’s ouveriers, brav’s ouverières, Allons chez lespropriétaires Porter ch’l espèce d’pétition « Laichez-nous l’Nouvielle-Avinture, U bien nous languirons, j’vous l’jure, Dins les tourmints, dins les douleurs, Comme un papillon privé d’fleurs. » « Avant d’abatte ch’ monumint Que d’lon et d’près tout l’monde admire, Acoutez, mes gin’, un moumint, Les quéq’s paroles qu’ j’in viens dire : Il a procuré pus d’ plaisis, D’heur’s de bonheur et d’espérance, Qu’ tous les pus biaux palais d’ la France N’ont donné d’chagrin et d’einnuis. » « Laichez-nous l’Nouvielle-Avinture » Nos pèr’s, mèr’s, grands-pèr’ et taïons Ont, comm’ nous, dins les jours de fiêtes, Dansé là bien des rigodons A l’ombre d’ tous chès bielles gloriettes. Ch’est là qu’ils ont connu l’amour, In s’jurant’ amitié, constance, Et pus d’un d’nous dot l’existence A l’existenc’ de ch’ biau séjour… » « Laichez-nous l’Nouvielle-Avinture » Si chès arbres, si chès bosquets, Trouvott’nt un langach’ pour vous dire Tous les secrets qu’on leu-z-n confiés, Ah ! vous n’ vodrit’s pus les détruire… Pour nous, qui, fort souvint, allons A leus pieds danser, rire et boire, Nous d’vinons bien cheull’ longue histoire Par l’abrégé qu’nous connaichons. Si vous ne r‘tirez point ch’projet, On peut dire adieu pour la vie, A l’Sainte-Anne, à l’ fiête du Broqu’let, Qui, déjà sont à l’agonie, Vous povez les ravigoter, In faijant savoir dins l’gazette, Qu’au lieu d’démolir cheull’ guinguette, On s’apprête à l’rafistoler. » | Voilà bien longtemps qu’on fait courir Un bruit qui me met martel en tête Il paraît qu’on veut démolir L’Aventure , cette fameuse guinguette !... Pour empêcher cette sotte action, Braves ouvriers, braves ouvrières, Allons chez les propriétaires Porter cette espèce de pétition « Laissez-nous la Nouvelle-Aventure, Ou bien nous languirons, je vous le jure, Dans les tourments, dans les douleurs, Comme un papillon privé de fleurs. » Il a procuré plus de plaisirs, « Avant d’abattre ce monument Que de loin et de près tout le monde admire, Ecoutez, mes gens, un moment, Les quelques paroles que je viens dire : D’heures de bonheur et d’espérance, Que tous les plus beaux palais de la France N’ont donné de chagrin et d’ennuis. » « Laissez-nous la Nouvelle-Aventure » Nos pères, mères, grands-pères et aïeuls Ont, comme nous, dans les jours de fêtes, Dansé là bien des rigodons A l’ombre de toutes ces belles gloriettes. C’est là qu’ils ont connu l’amour, En se jurant amitié, constance, Et plus d’un de nous doit l’existence A l’existence de ce beau séjour… » « Laissez-nous la Nouvelle-Aventure » Si ces arbres, si ces bosquets, Trouvaient un langage pour vous dire Tous les secrets qu’on leur a confiés, Ah ! vous ne voudriez plus les détruire… Pour nous, qui, fort souvent, allons A leurs pieds danser, rire et boire, Nous devinons bien cette longue histoire Par l’abrégé que nous connaissons. Si vous ne retirez pas ceprojet, On peut dire adieu pour la vie, A la Sainte-Anne, à la fête du Broquelet, Qui sont déjà à l’agonie, Vous pouvez les ravigoter En faisant savoir dans les gazerres Qu’au de démolir cette guinguete, On s’apprête à la rafistoler » |

Note de Desrousseaux : 

« cette célèbre et magnifique guinguette a été démolie en 1861 pour l’établissement de la place qui porte son nom. On y a dansé pour la dernière fois le 13 mai à l’occasion de la fête de Broquelet. »

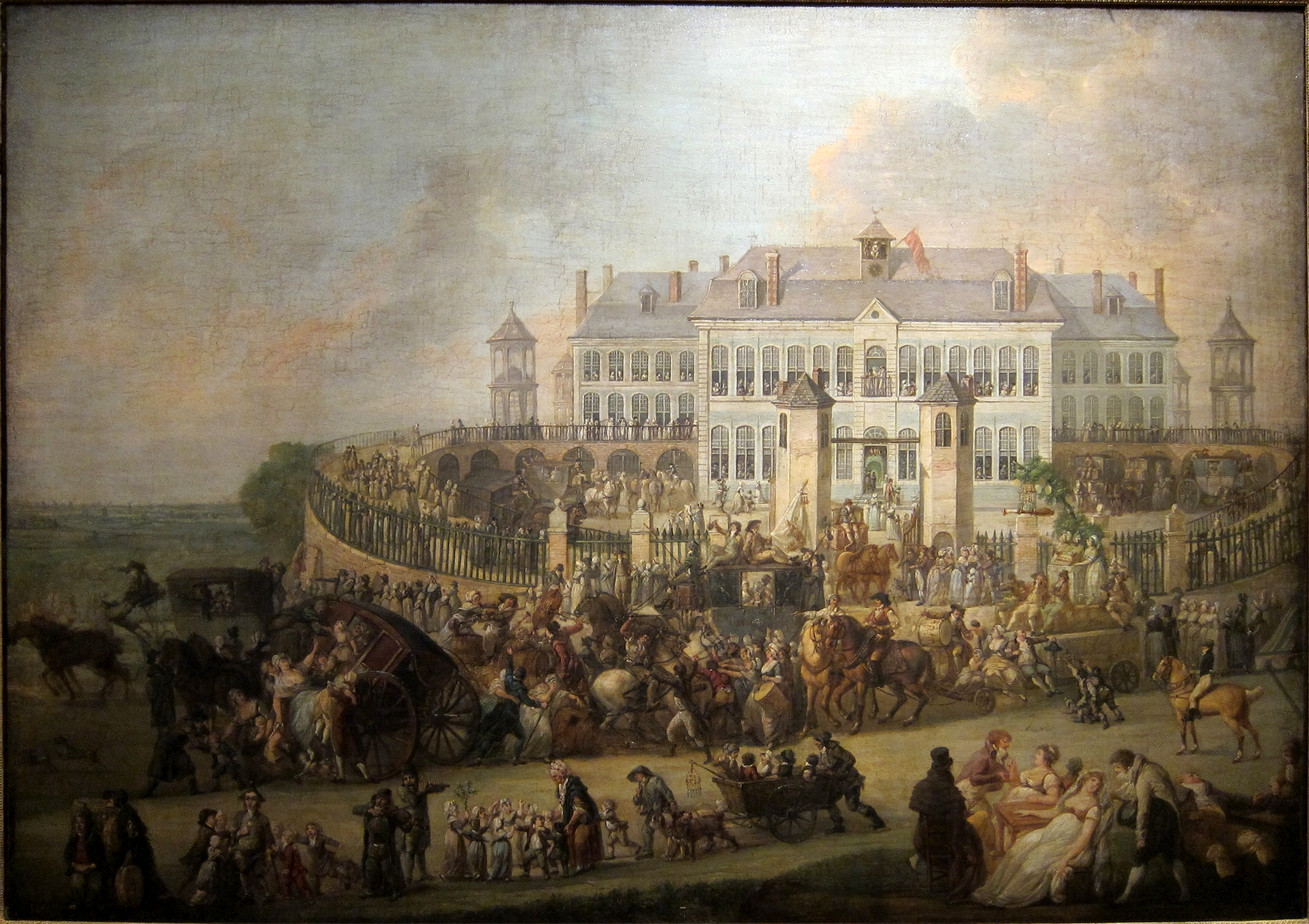
Fête du Broquelet à la Nouvelle Aventure en 1803 Tableau de Louis Joseph Watteau
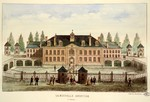
Le château de la Nouvelle Aventure
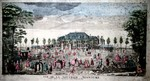
La Nouvelle Aventure